# Oô
 Oô  es una población y comuna francesa, en la región de Occitania, departamento de Alto Garona, en el distrito de Saint-Gaudens y cantón de Bagnères-de-Luchon.

## Demografía
| 135 | 103 | 117 | 106 | 105 | 108 | 108 | 100 |
| Para los censos de 1962 a 1999 la población legal corresponde a la población sin duplicidades (Fuente: INSEE [Consultar]) |     |     |     |     |     |     |     |

## Patrimonio
- Iglesia románica Saint-Jacques del siglo XII.
- La Tour à signaux de Castet de los siglos X y XI.
- El Lago de Oô.